# Explosif (émission de télévision)
Explosif est une émission de télévision française d'une durée de vingt-cinq minutes produite par AB Groupe, animée par Olivier Carreras et diffusée le samedi à 19h15 et le dimanche à 19h25 sur RTL9 du 3 octobre 2002 au 27 juin 2004. 
L'émission a été rediffusée sur AB3 en 2006 et est actuellement[Quand ?] rediffusée sur AB1 et sous forme de pastilles de 10 minutes sur AB4.

## Principe de l'émission
Explosif présente des images spectaculaires et insolites en provenance du monde entier, certaines ayant déjà été diffusés sur des chaînes étrangères, telles des explosions, des cascades  plus ou moins volontaires, des sauvetages périlleux, des records étranges, des mécaniques qui déraillent, des exploits divers, des gadins imprévus ou encore des prouesses technologiques.
Cette émission est inspirée de l’émission allemande Explosiv diffusée sur RTL Television et de Ça vaut le détour diffusé sur TF1.